# Anders Frandsen
Anders Frandsen, född 8 december 1960 i Köpenhamn, död 1 januari 2012 i Hellerup, var en dansk sångare och programledare. Han är antagligen bäst känd för att ha representerat Danmark i Eurovision Song Contest 1991 med sången Lige der hvor hjerter slår.
Frandsen debuterade som skådespelare 1984 i filmen Nødebo Præstegaard. Därefter innehade flera roller i olika teaterpjäser, kabaréer, revyer och musikaler, däribland i Mød mig på Cassiopeia och Kertemindrerevyen.
Åren 1986-1988 var han programledare för det kommersiella och Köpenhamnsbaserade Kanal 2. Det var dock först då han vann Dansk Melodi Grand Prix med låten Lige der hvor hjerter slår 1991 som han blev rikskänd på allvar. Han fick därmed representera Danmark i Eurovision Song Contest 1991, som hölls i Rom. Han slutade på en 19:e plats med 8 poäng (av totalt 22 bidrag). Året därpå släpptes albumet Anders Frandsen och han blev programledare för Dansk Melodi Grand Prix och programledare för danska TV 3, däribland i talangtävlingen Stjerneskud och barnprogrammet Knald eller fald.
Frandsen har också innehaft gästroller i Taxa (1997), Banjos Likørstue (1999), Ørnen (2004) och Vindhætterne och varit gäst i ett flertal program, däribland i 2001 års Dansk Melodi Grand Prix. Han upprättade en egen firma 1997, Corpus Copenhagen, som producerade presentartiklar. Han sålde firman 2007 och flyttade till Thailand.